# 緩速濾過
緩速濾過（かんそくろか、英語: slow sand filter）は、水質浄化の手法の1つである。

## 概要
1829年に英国のJames Simpsonが開発した砂濾過法で、その後ヨーロッパで普及し、やがて世界的に採用されるようになった。一般に1〜2メートルの深さで、断面は長方形または円形であり、主として地表水の処理に用いられる。タンクの長さと幅は要求される濾過装置の流速によって決まり、流速は一般的に1時間に0.1〜0.2メートル程度である。通常は開発途上国で好んで採用される技術であるが、先進国でも、たとえばイギリスのロンドンで採用されている。

## 特徴
緩速濾過には以下のような特徴がある。
1. 急速濾過と比べると広い設置面積が必要とされるが、薬品処理などの付属設備は不必要となり、小規模な浄水施設で有利となる。
2. 水質浄化のために生物の浄化能力を使う。
3. 水圧をかけない。
4. 化学薬品や電気を必要としない。
5. 濁度が小さい水に対して有効である。水温が高い夏や原水の濁度が高い条件下では、濾過材のバイオクロッギングによる目詰まりが起こりやすくなるため、前処理をすることが好ましい。
6. 急速濾過では必要とされる水を即時に供給するが、緩速濾過では水の供給速度が遅いため、通常は貯留タンクに水を貯えて水需要のピークに備える。濾過材の中の生物処理のために、このように低流速を保つことが必要とされる[2]:38-41 [3]。

## しくみ

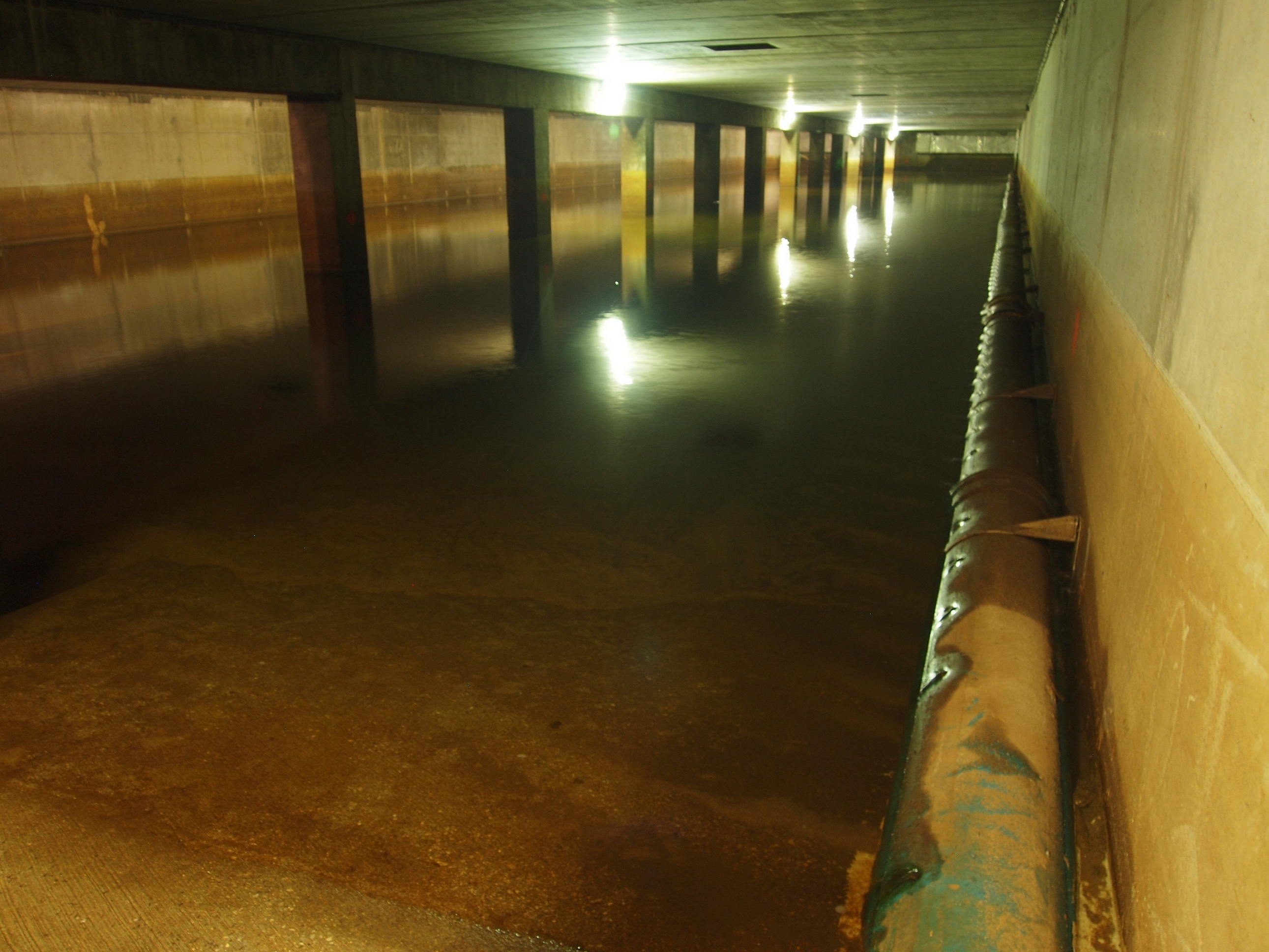
Schmutzdecke

緩速濾過は微生物のバイオフィルム形成によって、水を浄化する。この微生物の層は緩速濾過膜(Schmutzdecke)と呼ばれ、濾過システムを10〜20日運用後に、砂層の上層数ミリに形成される。緩速濾過膜は、細菌、菌類、原生動物、輪形動物によって形成され、時間が経つと、藻類が増え、より大きな水生生物、たとえば外肛動物、軟体動物、環形動物が生息するようになる。緩速濾過膜が水質の浄化のために働く層であり、その下の砂層は緩速濾過膜を支える層として働いている。水が緩速濾過膜を通過すると、異物は粘性のある膜に捕捉され、溶解している有機物は吸着し、細菌、菌類、原生動物の代謝に使われる。良く管理された緩速濾過によって生成された水は特に水質が良く、細菌の90〜99%が除去される。